# 2009年索尼愛立信公開賽
2009年索尼愛立信公開賽于2009年3月23日至4月5日在美國邁阿密舉行，又稱2009年邁阿密大師賽，為第25屆賽事，在ATP為大師系列賽之一，在WTA為一級錦標賽，這是一項男女合辦的賽事，舉辦於克蘭登公園網球中心。

## 冠軍

### 男子單打
安迪·穆雷 擊敗  諾瓦克·喬科維奇（6–2, 7–5）
- 這是穆雷職業生涯第11個單打冠軍。

### 女子單打
维多利亚·阿扎伦卡 擊敗  莎蓮娜·威廉絲（6–3, 6–1）
- 這是阿扎伦卡職業生涯第3個單打冠軍。

### 男子雙打
马克斯·米尔内 /  安迪·拉姆

### 女子雙打
斯维特拉娜·库兹涅佐娃 /  阿梅莉·毛瑞斯莫

## 外部連結
- 官方網址